# Blo' Norton
Blo' Norton is een civil parish in het bestuurlijke gebied Breckland, in het Engelse graafschap Norfolk met 251 inwoners.